# Foveolatacris
Foveolatacris is een geslacht van rechtvleugeligen uit de familie veldsprinkhanen (Acrididae). De wetenschappelijke naam van dit geslacht is voor het eerst geldig gepubliceerd in 1987 door Yin & Li.

## Soorten
Het geslacht Foveolatacris omvat de volgende soorten:
- Foveolatacris guansuacris Cao, Shen & Xie, 1991
- Foveolatacris qinghaiensis Yin, 1984
- Foveolatacris zhengi Lian & Wang, 1995